# 드레이즈 테스트
드레이즈 테스트(Draize test)는 1944년 미국 식품의약청(FDA) 독성학자인 존 H. 드레이즈(John H. Draize)와 제이콥 M. 스파인스(Jacob M. Spines)가 고안한 급성 독성 테스트이다. 처음에 화장품 시험에 사용된 방법은 시험물질 0.5mL 또는 0.5g을 의식이 있는 동물의 눈이나 피부에 바르고 일정시간 방치한 후 헹구고 효과를 기록하는 방법이다. 피부시험에서는 홍반 및 부종의 징후를 관찰하고, 시험한 눈에서는 발적, 부종, 분비물, 궤양, 출혈, 혼탁 또는 실명의 징후를 동물을 최대 14일 동안 관찰한다. 실험 대상은 일반적으로 알비노 토끼이지만 개를 포함한 다른 종도 사용된다. 테스트 결과 눈이나 피부에 돌이킬 수 없는 손상이 발생하는 경우 테스트 후 동물을 안락사시킨다. 테스트된 제품이 영구적인 손상을 일으키지 않는 경우 동물을 테스트 목적으로 재사용할 수 있다. 동물은 일반적으로 테스트 제품의 모든 흔적이 테스트 현장에서 분산되는 "세척" 기간 후에 재사용된다.
테스트는 논란의 여지가 있다. 토끼 눈과 인간 눈의 차이와 시각적 평가의 주관적 특성으로 인해 비평가들은 잔인하고 비과학적인 것으로 간주한다. FDA는 "현재까지 과학계에서 드레이즈 테스트를 대체할 수 있는 단일 테스트 또는 일련의 테스트가 허용되지 않았습니다"라고 말하면서 이 테스트를 지지한다. 논란의 여지가 있는 성격으로 인해 미국과 유럽에서 드레이즈 테스트의 사용은 최근 몇 년 동안 감소했으며 때로는 마취제를 투여하고 사용되는 테스트 물질의 복용량을 낮추도록 수정되었다. 시험관 내에서 이미 부작용이 있는 것으로 밝혀진 화학 물질은 현재 드레이즈 테스트에 사용되지 않으므로 수행되는 테스트의 횟수와 심각도가 줄어든다.

## 같이 보기
- 집토끼
- 반수 치사량